# Julian L. Simon
Julian L. Simon (Julian Lincoln Simon; * 12. Februar 1932 in Newark, New Jersey; † 8. Februar 1998 in Chevy Chase, Maryland) war Professor der Wirtschaftswissenschaften an der University of Maryland, College Park und Senior Fellow beim Cato Institute. Simon war Verfasser einer Vielzahl von Büchern und Artikeln, am bekanntesten sind seine Werke über Bevölkerung, Rohstoffe und Einwanderung.
Der US-Amerikaner ist ein wichtiger Vertreter der kornukopischen Ansicht, wonach Grenzen von Wachstum und Rohstoffen nicht naturgegeben sind, sondern durch den technischen Fortschritt nahezu beliebig gedehnt und erweitert werden können. In den Naturwissenschaften werden seine Thesen von den meisten Wissenschaftlern rundheraus abgelehnt; unter Umweltskeptikern gilt er allerdings als Ikone. Anklang fand er auch bei manchen Wirtschaftswissenschaftlern wie Friedrich Hayek.
Simon war verheiratet und hatte drei Kinder und starb mit 65 Jahren an einem Herzanfall.

## Thesen

Ölpreis 1861 bis 2007

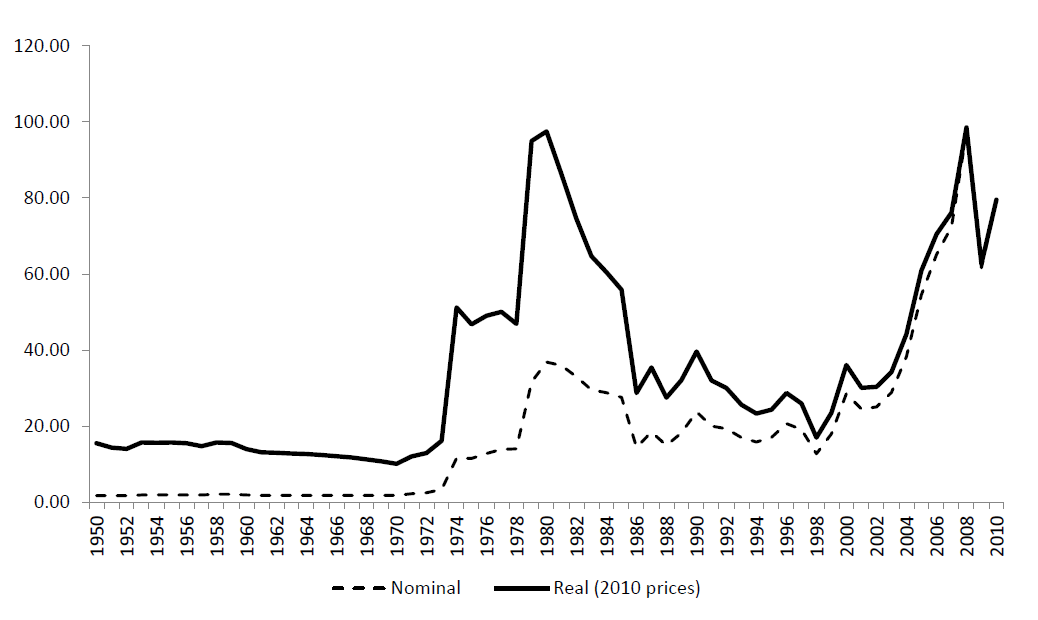
Ölpreis 1950 bis 2010

„There is no reason to believe that at any given moment in the future the available quantity of any natural resource or service at present prices will be much smaller than it is now, or non-existent.“

Laut Simon bleiben natürliche Rohstoffe längerfristig immer zu vergleichbaren Preisen verfügbar und werden auch zukünftig nicht ausgehen. Diesen Widerspruch zur Alltagsweisheit von den Grenzen des Wachstums legt er in seinem 1981 erschienenen Buch The Ultimate Resource ausführlich dar. Simon forschte über den Verlauf von Rohstoffpreisen über längere Zeiträume. Es fiel ihm auf, dass diese im langjährigen inflationsbereinigten Mittel nicht anstiegen, sondern dauerhaft konstant blieben und sogar fielen.
Zur Preisentwicklung von Metallen wird unter anderem angeführt, dass zu Zeiten der Weltausstellung Paris 1855 Napoleon III. ein Bankett gegeben hatte, wo nur die Ehrengäste Besteck aus dem damals ungeheuer wertvollen Aluminium erhielten, die anderen solches aus Gold.
Der Materialwert einer eisernen Ritterrüstung war im Mittelalter viel bedeutender als heute. Simon nahm an, steigende Marktpreise eines Rohstoffes (etwa Kupfer) intensivierten die Suche nach Ersatzstoffen (Glasfasern statt metallener Telefonkabel). Dementsprechend fällt der Preis inflationsbereinigt wieder, die Reichweite der wirtschaftlich erschließbaren Rohstoffe bzw. Reserven (vgl. die sogenannte Erdölkonstante) bleibt konstant.

“This is my long-run forecast in brief: […] The material conditions of life will continue to get better for most people, in most countries, most of the time, indefinitely. Within a century or two, all nations and most of humanity will be at or above today's Western living standards. I also speculate, however, that many people will continue to think and say that the conditions of life are getting worse.”

Die oben angeführte Aussage und weitere Thesen gelten als entscheidende Anregung für Bjørn Lomborgs Buch Apocalypse No! The Skeptical Environmentalist. Lomborg wollte Simons provokative These widerlegen, wonach es der Menschheit zunehmend und in fast allen Aspekten besser ginge, dies aber nicht wahrgenommen würde, doch er änderte seine Meinung nach eingehender Betrachtung der Daten.
Simon hatte sich schon 1984 – zusammen mit Herman Kahn – in The Resourceful Earth kritisch mit Dennis Meadows Grenzen des Wachstums und dem Report Global 2000 auseinandergesetzt und – bis vor kurzem auch zur allgemeinen Überraschung zu Recht – ein deutliches Fallen des inflationsbereinigten Ölpreises nach der Ölkrise 1972 vorausgesagt.

## Wette mit Paul R. Ehrlich
1980 schloss er mit dem durch besonders drastische Voraussagen über Hungersnöte und Verknappungskatastrophen bekannt gewordenen Entomologen Paul R. Ehrlich eine öffentliche Wette ab. Simon forderte Ehrlich auf, ihm 5 Metallmengen im Werte von 1000 $ zu nennen, die, wie von Ehrlich und anderen angenommen, in absehbarerer Zeit verknappt würden und damit auch deutliche Preissteigerungen zu erwarten hätten.
Ehrlich wählte Chrom, Kupfer, Nickel, Zinn und Wolfram in einem Zeitrahmen von 10 Jahren. Im September 1990 war aber der Gesamtpreis all dieser Metalle gefallen und Ehrlich bezahlte Simon den Differenzbetrag von 576,07 $. Ehrlich hätte auch verloren, wenn er in Benzin, Nahrungsmittel, Zucker, Kaffee, Baumwolle, Wolle oder Phosphate investiert hätte, denn alle diese Güter waren inflationsbereinigt billiger geworden. Eine vergleichbare Wette über Holzpreise mit dem Forstwissenschaftler David South hat Simon verloren, weitere nicht angenommen oder abschließen können.
Eine im Nachhinein durchgeführte Untersuchung auf Basis der realen Preisentwicklung der Rohstoffe ergab, dass Simon nur durch Glück gewonnen hatte. Bei Betrachtung aller möglichen Zeiträume von 1990 bis 2008 hätte Simon die Wette nur in 38,4 % aller Fälle gewonnen, während Ehrlich nicht nur häufiger gewonnen hätte, sondern auch mit einer großen Gewinnmarge. Tatsächlich sei der Zeitraum 1980–1990, in dem die Wette lief, einer der 15 schlechtesten während des gesamten Untersuchungszeitraums 1900–2008 gewesen. Entgegen der populären öffentlichen Meinung sei die Schlussfolgerung der Wette nicht, dass es Rohstoffmangel nicht gäbe, sondern dass es beim Wetten besser sei das Glück auf seiner Seite zu haben als die Expertise.

## Unendlichkeit der Ressourcen
Für Simon ergab es keinen Sinn, die rein physikalisch begrenzte Menge von Elementen auf der Erde auch wirtschaftswissenschaftlich so zu betrachten – Recycling und die Entwicklung neuer Ideen und Technologien durch den Markt machten Rohstoffe letzten Endes endlos verfügbar, genauso wie Energie (durch die Sonne) nach menschlichen Maßstäben immer ausreichend zur Verfügung stehe. Menschliche Aktivität sei letzten Endes klein gegenüber dem Reichtum und der Vielfaltigkeit der Natur, was Simon auch dazu bewog, sich gegenüber Ängsten zu Ozonloch und Globaler Erwärmung skeptisch zu zeigen.
Unter anderem vertrat Simon die Ansicht, dass Knappheiten bei bestimmten Rohstoffen wie z. B. Kupfer dadurch gelöst werden könnten, dass man sie "einfach" aus anderen Elementen herstelle.
Simon wandte sich gegen die bevölkerungsbedingten Katastrophenszenarien eines Paul R. Ehrlich und seiner malthusianischen Vorgänger – für Simon war Bevölkerungswachstum positive Grundlage für Innovation und Fortschritt. In diesem Zusammenhang behauptete Simon unter anderem, dass die Erde die Weltbevölkerung auch bei einem sieben Milliarden Jahre anhaltendem ungebremstem Bevölkerungswachstum ernähren könne. Tatsächlich ergäbe ein Bevölkerungswachstum, solange es ständig mit heutiger Geschwindigkeit vonstatten ginge, bereits in weniger als 800 Jahren eine Bevölkerungsdichte von 10 Menschen pro Quadratmeter, nach rund 2000 Jahren entspräche die Masse der Menschen bereits der Masse der Erde selbst und nach etwa 6000 wäre die Masse der Menschheit genauso groß wie die Masse des kompletten Universums.

## Trivia
Bedeutende Wirtschaftswissenschaftler wie Friedrich Hayek, Milton Friedman und Aaron Wildavsky stimmten Simon zu, Paul R. Ehrlich und Albert Bartlett gehören zu seinen Kritikern; im deutschsprachigen Raum ist er außerhalb der libertären Szene (Dirk Maxeiner, Michael Miersch) kaum bekannt. Die Beschäftigung mit Simon und einem Wired-Interview mit ihm gab auch die Anregung für Bjørn Lomborgs Skeptical Environmentalist.
Die heute weltweite Praxis der Fluglinien, die Flüge systematisch zu überbuchen, aber freiwillig zurücktretenden Passagieren eine attraktive Prämie zu zahlen, geht auf einen Vorschlag Simons zurück. Zuvor waren bei Überbuchungen einzelne Passagiere nach dem Zufallsprinzip zurückgewiesen worden.
John M. Tierney von der New York Times und Peak-Oil-Spezialist Matthew Simmons hatten – unter Bezugnahme auf Simons – eine bis 2011 laufende Wette auf einen (so Tierneys Annahme) künftig wieder sinkenden Ölpreis abgeschlossen. Tierney, ein Schüler Julian Lincoln Simons gewann die Wette, die auch nach Simons Tod weiterlief und kommentierte dies pointiert „for now I’d say that Julian Simon’s advice remains as good as ever. You can always make news with doomsday predictions, but you can usually make money betting against them“ (, deutsch: „Julian Simons Ratschlag bleibt nach wie vor richtig: Du kannst mit Weltuntergangsprophezeihungen Schlagzeilen machen, Geld verdient man, indem man gegen sie hält“)
Seine erfolgreichste Buchveröffentlichung hat Simon über Versandkataloge geschrieben, an den Erfolg seiner Widersacher kamen Simons Schriften nie heran.
Simons optimistische Grundeinstellung bewahrte ihn nicht vor Depressionen.

## Ausbildung
- BA, Harvard University, experimental psychology, 1953
- MBA, University of Chicago, 1959
- PhD, University of Chicago, business economics, 1961

## Schriften
- The Ultimate Resource. 1981, ISBN 0-85520-563-6.
- The Ultimate Resource II. 1996, ISBN 0-691-00381-5.
- Julian Simon, Herman Kahn (Hrsg.): The Resourceful Earth: A Response to „Global 2000“. 1984, ISBN 0-631-13467-0.
- The Economic Consequences of Immigration into the United States.
- Effort, Opportunity, and Wealth: Some Economics of the Human Spirit.
- Good Mood: The New Psychology of Overcoming Depression. Vorwort von Albert Ellis und von Kenneth Colby. ISBN 0-8126-9098-2.
- The Hoodwinking of a Nation. ISBN 1-56000-434-7.
- A Life Against the Grain: The Autobiography of an Unconventional Economist. ISBN 0-7658-0532-4.
- mit Norman Myers: Scarcity or Abundance? A Debate on the Environment. 1994, ISBN 0-393-03590-5.
- The Philosophy and Practice of Resampling Statistics.
- Basic research methods in social sciences: The art of empirical investigation. ISBN 0-394-32049-2.
- mit Peter C. Bruce: Resampling: A Better Way to Teach (and Do) Statistics.
- The Science and Art of Thinking Well in Science, Business, the Arts, and Love.
- Economics of Population: Key Modern Writings. ISBN 1-85278-765-1.
- The State of Humanity. ISBN 1-55786-585-X.
- mit Stephen Moore: It's Getting Better All the Time: 100 Greatest Trends of the Last 100 Years. ISBN 1-882577-97-3 (Manuscript postum beendet durch Stephen Moore).